# Discusión productiva
Usamos el término discusión productiva para referirnos a las formas que tienen los profesores para involucrar a los alumnos en una conversación. Las investigaciones señalan que cuando los profesores usan la discusión en clases, ayudan a sus estudiantes a comprender más profundamente conceptos e ideas.

## Finalidad
La finalidad de la discusión productiva es construir un aprendizaje dialógico, dentro del cual se pueda aprender, dialogar y sociabilizar. Las discusiones involucran al profesor y sus alumnos. El profesor incentiva a los estudiantes a compartir y clarificar sus pensamientos. El profesor motiva a los estudiantes a escucharse mutuamente y a explorar profundamente en las ideas que se están discutiendo. Finalmente, los estudiantes comienzan a profundizar en sus propias ideas y a considerar y discutir las ideas de sus compañeros. El foco no está en “ganar” la discusión o el debate, sino que el propósito es desarrollar habilidades en los estudiantes que les permitan pensar y argumentar para mejorar su comprensión y, por ende, su capacidad de aprender.
La discusión en la sala de clases es fundamental para la enseñanza y para el aprendizaje. En su estado más influyente, tiene el poder de mejorar tanto la capacidad de los profesores de enseñar responsablemente y la capacidad de los estudiantes de utilizar el lenguaje de forma más flexible, productiva y con propósito para su aprendizaje. 
Existen diferentes estrategias o herramientas que potencian la discusión productiva, las cuales son conocidas como "Talk Moves", estas son estrategias verbales para generar discusión y desarrollar el pensamiento de los estudiantes. Estas herramientas son 5.

## Herramientas
- Parafrasear: Parafrasear lo que los estudiantes han dicho.

- Repetir: Pedir a los estudiantes que reafirmen el razonamiento de otro compañero.

- Razonar: Pedir a los estudiantes que apliquen su propio razonamiento al de otra persona.

- Sumarse: Solicitar a los estudiantes mayor participación.

- Esperar: Esperar un tiempo para que los estudiantes puedan elaborar, razonar o reelaborar sus ideas.[3]